# Zachary Stone
Zachary McKenzie Stone, detto Zach (Collingwood, 6 settembre 1991), è un ex snowboarder canadese.

## Biografia
Ha esordito Coppa del Mondo il 18 marzo 2007 chiudendo jn 23ª posizione l'halfpipe di Stoneham, in Canada. Ha ottenuto il primo podio giungendo secondo il 26 gennaio 2011 nel big air di Denver, negli Stati Uniti.
Il 15 gennaio 2011 ha vinto la medaglia d'argento nel big air ai Mondiali di Barcellona/La Molina; medaglia che gli fu successivamente revocata a causa della positività alla cannabis nei controlli antidoping.. Da allora non tornò più alle gare.

## Palmarès

### Coppa del Mondo
- Miglior piazzamento nella Coppa del Mondo generale di freestyle: 12º nel 2011
- 2 podi, annullati a seguito della squalifica per doping:
  - 1 secondo posto
  - 1 terzo posto